# Crenoptychoptera
Crenoptychoptera is een uitgestorven geslacht van insecten uit de familie van de glansmuggen. De wetenschappelijke naam van het geslacht werd voor het eerst geldig gepubliceerd in 1985 door Kalugina.

## Soorten
- † Crenoptychoptera antica Kalugina, 1985
- † Crenoptychoptera bavarica Krzemiński & Ansorge, 1995
- † Crenoptychoptera conspecta Lukashevich, 1995
- † Crenoptychoptera decorosa Hao et al., 2009
- † Crenoptychoptera defossa Kalugina, 1985
- † Crenoptychoptera dobbertinensis Ansorge, 1998
- † Crenoptychoptera gronskayae Kalugina, 1989
- † Crenoptychoptera liturata Lukashevich, 2011